# エル・レアル・デ・サン・ビセンテ
エル・レアル・デ・サン・ビセンテ（El Real de San Vicente）は、スペイン・カスティーリャ＝ラ・マンチャ州トレド県のムニシピオ（基礎自治体）。

## 地名
自治体名エル・レアル・デ・サン・ビセンテのレアルは軍の野営地、陣営の意味で、語源的にはアラビア語の"aryal"（軍隊がキャンプ、野営するところの意）に由来する。ローマ時代にはMontaña de Venus（ビーナスの山）という意味の名で呼ばれていた。

## 地理
エル・レアル・デ・サン・ビセンテはフレスネディージャ（アビラ県）、ペラウスタン、ガルシオトゥム、カスティージョ・デ・バジュエーラ、イノホーサ・デ・サン・ビセンテ、ナバモルクエンデ、アルメンドラル・デ・ラ・カニャーダ、ラ・イグレスエーラの各自治体と隣接する。

### 人口
| エル・レアル・デ・サン・ビセンテの人口推移 1900－2010   |
|                                                         |
| 出典:INE（スペイン国立統計局）1900年 - 1991年、1996年 - |

## 歴史
この地域にはおびただしい数のローマ以前の、ケルトのものと考えられる遺跡、遺構が残されており、この地の戦略的重要性がうかがわれ、Viriatoによるローマへの抵抗はよく知られている。レコンキスタ時代には、この地域では幾度も戦場となった。レコンキスタ後はComunidad de Villa y Tierra de Ávila（アビラの町、土地共同体）の一部となり、アビラからの入植者がこの地にやってきた。
1631年Villa（町）の称号が与えられた。

## 政治
自治体首長はカスティーリャ＝ラ・マンチャ社会党（Partido Socialista de Castilla-La Mancha、PSCM-PSOE）のロレンソ・マルティン・マケーダ（Francisco Martínez García）で、自治体評議員は、カスティーリャ＝ラ・マンチャ社会党：5、カスティーリャ＝ラ・マンチャ国民党（Partido Popular de Castilla-La Mancha、PPCLM）：4となっている（2011年5月22日の自治体選挙結果、得票順）。
| 1999年6月13日自治体選挙 |        |        |          |
| 政党                    | 得票数 | 得票率 | 獲得議席 |
| PSOE-PROG.              | 378    | 50.07% | 5        |
| PP                      | 366    | 48.48% | 4        |

| 2003年5月25日自治体選挙 |        |        |          |
| 政党                    | 得票数 | 得票率 | 獲得議席 |
| PP                      | 400    | 50.00% | 4        |
| PSOE                    | 393    | 49.12% | 3        |

| 2007年5月27日自治体選挙 |        |        |          |
| 政党                    | 得票数 | 得票率 | 獲得議席 |
| PSOE                    | 419    | 52.84% | 5        |
| PP                      | 366    | 46.15% | 4        |

| 2011年5月22日自治体選挙 |        |        |          |
| 政党                    | 得票数 | 得票率 | 獲得議席 |
| PSOE                    | 377    | 49.67% | 5        |
| PP                      | 371    | 48.88% | 4        |

### 司法行政
エル・レアル・デ・サン・ビセンテはタラベーラ・デ・ラ・レイナ司法管轄区に属す。